# Plott Hound
Der Plott Hound ist eine nicht von der FCI anerkannte Hunderasse aus den USA. Die Rasse wird vom AKC anerkannt und ist der offizielle State Dog des US-Bundesstaats North Carolina.

## Herkunft und Geschichtliches
Plott Hounds sind Nachkommen von deutschen Jagdhunden, die die Familie Plott in den 1750er Jahren von Deutschland nach North Carolina mitbrachte.
Ein Beitrag von John Jackson im Jahrbuch der American Plott Association von 1996 belegt, dass diese Entwicklung im Vergleich zu anderen amerikanischen Jagdhunden eine „recht rein gezüchtete“ Rasse ist. Die Familie Plott hatte sich über Jahrzehnte bemüht, ihre Zuchtlinien möglichst rein zu züchten.
Er wird für die Jagd auf Bären, Puma, verwilderte Hausschweine (Hogs) und Waschbären in den Appalachen und anderen Bergregionen verwendet. Außerhalb der USA ist er relativ unbekannt. Aufgrund seiner Robustheit erfreut sich der Plott Hound jedoch für die Wildschweinjagd immer größerer Beliebtheit bei europäischen Jägern.
In Deutschland wurde bis 2010 das organisierte Zuchtgeschehen durch den Verein für Schwarzwälder Schweißhund und Plott Hound betreut. Im Jahr 2010 übernahm der neu gegründete Verein Plotthound Deutschland die Vertretung der Rasse in Deutschland.

## Beschreibung
Der Plott Hound wird mittelgroß bis 64 cm, 27 kg schwer, sein Haar ist kurz, dicht, glänzend in den Farben schwarz oder gestromt. Die Hängeohren sind mittelgroß, anliegend. Seine gute Nase ist sprichwörtlich. Der Plott Hound besitzt die typisch tiefe Brust. Die gut bemuskelten und sehr athletischen Tiere sind so ausdauernd, dass sie den ganzen Tag und bis tief in die Nacht arbeiten können.
Der Plott Hound wird im VDH nicht gezüchtet, in den USA hingegen wird die Rasse von den drei Verbänden American Kennel Club (AKC), United Kennel Club (UKC) und Continental Kennel Club (CKC) anerkannt.